# 马集镇 (嘉祥县)
马集镇，是中华人民共和国山東省济宁市嘉祥县下辖的一个乡镇级行政单位。
2011年，经山东省政府批准，济宁市调整部分乡镇行政区划，撤销嘉祥县马集乡，设立嘉祥县马集镇。

## 行政区划
马集镇下辖以下地区：
马集村、云山村、阙里村、磨山村、任山村、于桥村、鸭子李村、三皇庙村、杏花村、武街村、刘街村、赵庄村、薛庄村、张蔡庄村、孟庄村、下花林村、杨庄村、李庄村、邵庄村、沈庄村、长坦纸坊村、西大李村、马海村、薄店村、乔庄村、朱庄村、寺后李村、刘庄村、冯庄村、冯李村、吴庄村、翟庄村、郝庄村、东秦村、戏楼街村、冯翟村和鲁寨村。